# Cyclops alpestris
Cyclops alpestris is een eenoogkreeftjessoort uit de familie van de Cyclopidae. De wetenschappelijke naam van de soort is voor het eerst geldig gepubliceerd in 1885 door Daday.